# Rysslands marinflyg
Rysslands marinflyg är ett vapenslag i Rysslands flotta. Det är utrustat med fartygsbaserade och landbaserade flygplan och helikoptrar.

## Organisation 2010

### Ishavsflottan
- 279. avdelta fartygsbaserade jaktflygregementet "Boris Safonov" på hangarfartyget Admiral Kuznetsov
- 403. avdelta specialflygregementet
- 830. avdelta ubåtsjakthelikopterregementet "Kirkenes"
- 924. avdelta gardessjömålsrobotflygregementet
- 73. avdelta fjärrubåtsjaktsflygdivisionen

### Svartahavsflottan
- 25. avdelta fartygsbaserade ubåtsjakthelikopterregementet
- 43. avdelta sjöattackflygregementet
- 917. avdelta specialflygregementet

### Stillahavsflottan
- 289. avdelta specialubåtsjaktsflygregementet
- 317. avdelta specialflygregementet
- 568. avdelta specialflygregementet
- 865 avdelta jaktflygregementet
- 71. avdelta transportflygdivisionen

### Östersjöflottan
- 4. avdelta gardessjöattackflygregementet
- 689. gardesjaktflygregementet
- 125. avdelta helikopterflygdivisionen
- 396. avdelta fartygsburna ubåtsjakthelikopterflygdivisionen
- 398. avdelta transportflygdivisionen